# Wulfoald
Wulfoald (7. století? - 680) byl franský majordomus královského paláce v Austrasii od roku 656 či 661 až do své smrti. Od roku 673 do roku 675 byl majordomem královského paláce i v Neustrii a Burgundsku, čímž úřadoval celé Franské říši.
Během dospívání Childericha II. až do roku 670 byl regentem Austrasie. O regentství se dělil s Chimnechildou, královskou vdovou po Sigibertovi III. Když merovejský král Childerich dosáhl dospělosti, tak i Wulfoald dosáhl skutečné moci. Po smrti Chlothara III. na trůn v Neustrii a Burgundsku nastoupil jeho bratr Theuderich III., ale ještě téhož roku ho ve jménu krále Childericha Wulfoald vypudil. Boj o moc pokračoval, král Childerich byl s celou rodinou v roce 675 zavražděn a Wulfoald před jistou smrtí musel prchnout zpět do Austrasie. Bezprostředním výsledkem Childerichovy vraždy byla občanská válka. Wulfoald a šlechtici povolali a králem Austrasie prohlásili Dagoberta II., který se vrátil z irského exilu. Mezitím se úřadu majordoma v Austrasii zmocnil krutý Ebroin, kterému se podařilo uniknout internace v klášteře Luxeuil, ten na trůn v Austrasii jmenoval nedospělého Chlodvíka III., aby si rychle zajistil moc a vliv. Teprve v roce 676, když se Ebroin zmocnil královské pokladnice, se Wulfoaldovi podařilo definitivně na trůn dosadit Dagoberta II., úřad majordoma v Austrasii ale již nezískal. Občanská válka pokračovala až do roku 677, kdy Neustrie uznala nezávislost Austrasie. Dagobert II. byl 23. prosince 679 zavražděn. Wulfoald, který přežil svého krále jen o pár měsíců, v roce 680 byl také zavražděn.